# Emily Nasrallah
Emily Nasrallah (arabiska: اميلي نصرالله, Imili Nasr Allah (född Abi Rached),  6 juli 1931 i Kfeir i södra Libanon, död 13 mars 2018, var en libanesisk författare och kvinnorättsaktivist. Hon var äldst av sex syskon 
Nasrallah blev en produktiv författare och publicerade många romaner, barnhistorier och novellsamlingar som rörde teman som familj, byliv, krig, utvandring och kvinnors rättigheter. Det sistnämnda hade hon kämpat för under hela sitt liv.
Hennes morbror, Ayub Abou Nasr, som var medlem i Al-Rabitah al-Qalamiyah, intresserade sig mycket för hennes utbildning när han återvände till hemlandet på grund av en neurologisk sjukdom; han märkte snabbt hennes talang och uppmuntrade henne att skriva. Han bad henne ofta att skriva uppsatser som var beskrivningar - till exempel om berget Hermon - detta hjälpte henne att bredda sin fantasi och det främjade hennes skrivfärdigheter.
Hennes första roman, Tuyur Aylul (Birds of September), kom ut 1962, och tilldelades tre arabiska litteraturpriser. Hon skriver ofta om kvinnors kamp för oberoende i ett mansdominerat samhälle, och hennes engagemang för feminism har lett till att två av hennes böcker har bannlysts i vissa arabländer.
Hon undervisade också, skrev tidningsartiklar i Sawt al Mar'a och medverkade med sin röst i den nationella radion (al-itha'a al-lubnaniyya) för att betala sin skuld till Jalila och betala för sin universitetsutbildning vid Libanesisk-amerikanska universitetet och American University of Beirut, där hon fick titeln filosofie kandidat i pedagogik och litteratur år 1958.
28 augusti 2017 belönade Goetheinstitutet Nasrallah med Goethemedaljen, en officiell utmärkelse som Förbundsrepubliken Tyskland ger som hedersbevisning åt förtjänta medborgare i andra länder för bidrag som främjar internationellt kulturellt samarbete.